# Acacia falciformis
Acacia falciformis é uma espécie de leguminosa do gênero Acacia, pertencente à família Fabaceae.